# Llista d'espècies de mitúrgids
Aquesta és la llista d'espècies de mitúrgids, una família d'aranyes araneomorfes agrupada en una superfamília incertae sedis. Conté la informació recollida fins al 2 de novembre de 2006 i hi ha citats 26 gèneres i 351 espècies; d'elles, 193 pertanyen al gènere Cheiracanthium. La seva distribució és molt extensa, trobant-se pràcticament a tot el món excepte a la part més septentrional.

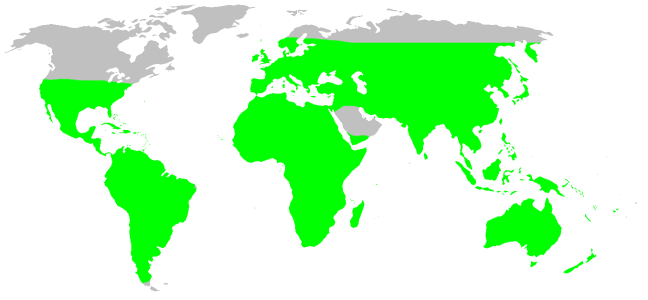
Distribució dels mitúrgids

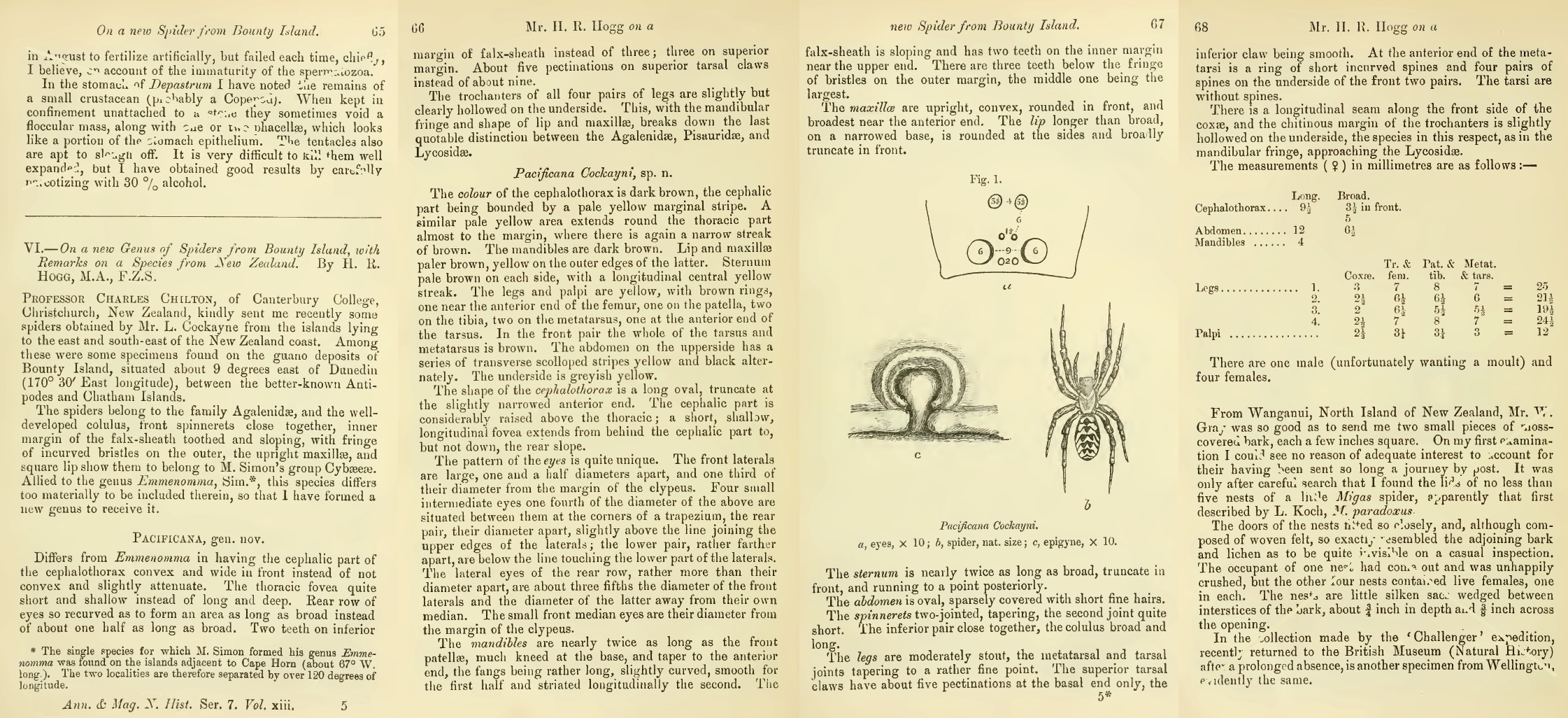
Descripció original de Pacificana cockayni por H.R. Hogg, 1904. Llegible en fer clic.

## Gèneres i espècies

### Calamoneta
Deeleman-Reinhold, 2001
- Calamoneta djojosudharmoi Deeleman-Reinhold, 2001 (Sumatra)
- Calamoneta urata Deeleman-Reinhold, 2001 (Java)

### Calamopus
Deeleman-Reinhold, 2001
- Calamopus phyllicola Deeleman-Reinhold, 2001 (Tailàndia)
- Calamopus tenebrarum Deeleman-Reinhold, 2001 (Indonèsia)

### Cheiracanthium
C. L. Koch, 1839
- Cheiracanthium abbreviatum Simon, 1878 (França, Denmark)
- Cheiracanthium abyssinicum Strand, 1906 (Etiòpia)
- Cheiracanthium aculeatum Simon, 1884 (Sudan)
- Cheiracanthium adjacens O. P.-Cambridge, 1885 (Yarkand, Karakorum)
- Cheiracanthium adjacensoides Song, Chen & Hou, 1990 (Xina)
- Cheiracanthium affine Kulczyn'ski, 1901 (Etiòpia)
- Cheiracanthium agnosticum Strand, 1906 (Etiòpia)
- Cheiracanthium albidulum (Blackwall, 1859) (Madeira)
- Cheiracanthium angulitarse Simon, 1878 (Europa)
- Cheiracanthium annulipes O. P.-Cambridge, 1872 (Espanya, Egipte, Israel)
- Cheiracanthium apia Platnick, 1998 (Samoa)
- Cheiracanthium approximatum O. P.-Cambridge, 1885 (Yarkand)
- Cheiracanthium auenati Caporiacco, 1936 (Líbia)
- Cheiracanthium bantaengi Merian, 1911 (Sulawesi)
- Cheiracanthium barbarum (Lucas, 1846) (Algèria)
- Cheiracanthium bibundicum Strand, 1908 (Camerun)
- Cheiracanthium brevicalcaratum L. Koch, 1873 (Lombok, Oest d'Austràlia)
- Cheiracanthium brevidens Kroneberg, 1875 (Àsia central)
- Cheiracanthium brevispinum Song, Feng & Shang, 1982 (Xina, Corea)
- Cheiracanthium camerunense Strand, 1906 (Camerun)
- Cheiracanthium campestre Lohmander, 1944 (Europa)
- Cheiracanthium canariense Wunderlich, 1987 (Illes Canàries)
- Cheiracanthium castum Lawrence, 1927 (Namíbia)
- Cheiracanthium catindigae Barrion & Litsinger, 1995 (Filipines)
- Cheiracanthium caudatum (Thorell, 1887) (Myanmar)
- Cheiracanthium conflexum Simon, 1906 (Índia)
- Cheiracanthium conspersum (Thorell, 1891) (Illes Nicobar)
- Cheiracanthium Cretanse Roewer, 1928 (Creta)
- Cheiracanthium crucigerum Rainbow, 1920 (Norfolk)
- Cheiracanthium cuniculum Herman, 1879 (Hongria, Eslovàquia)
- Cheiracanthium danieli Tikader, 1975 (Índia)
- Cheiracanthium daquilium Barrion & Litsinger, 1995 (Indonèsia, Filipines)
- Cheiracanthium debile Simon, 1890 (Iemen)
- Cheiracanthium denisi Caporiacco, 1939 (Etiòpia)
- Cheiracanthium digitivorum Dönitz & Strand, 1906 (Japó)
- Cheiracanthium effossum Herman, 1879 (Europa central fins a Rússia)
- Cheiracanthium elegans Thorell, 1875 (Europa fins a l'Àsia central)
- Cheiracanthium equestre O. P.-Cambridge, 1874 (Líbia, Egipte)
- Cheiracanthium erraticum (Walckenaer, 1802) (Paleàrtic)
- Cheiracanthium escalerai Simon, 1903 (Equatorial Guinea)
- Cheiracanthium eutittha Bösenberg & Strand, 1906 (Corea, Japó)
- Cheiracanthium excavatum Rainbow, 1920 (Norfolk)
- Cheiracanthium exilipes (Lucas, 1846) (Algèria)
- Cheiracanthium exquestitum Zhang & Zhu, 1993 (Xina)
- Cheiracanthium festae Pavesi, 1895 (Israel)
- Cheiracanthium fibrosum Zhang, Hu & Zhu, 1994 (Xina)
- Cheiracanthium franganilloi Caporiacco, 1949 (Kenya)
- Cheiracanthium fujianense Gong, 1983 (Xina)
- Cheiracanthium fulvotestaceum Simon, 1878 (França)
- Cheiracanthium furax L. Koch, 1873 (Samoa)
- Cheiracanthium furculatum Karsch, 1879 (Àfrica Occidental, Illes Cap Verd)
- Cheiracanthium geniculosum Simon, 1886 (Senegal)
- Cheiracanthium gobi Schmidt & Barensteiner, 2000 (Xina)
- Cheiracanthium gracile L. Koch, 1873 (Queensland, Nova Gal·les del Sud)
- Cheiracanthium gracilipes (Thorell, 1895) (Myanmar)
- Cheiracanthium gratum Kulczyn'ski, 1897 (Alemanya, Hongria)
- Cheiracanthium gyirongense Hu & Li, 1987 (Xina)
- Cheiracanthium halophilum Schmidt & Piepho, 1994 (Illes Cap Verd)
- Cheiracanthium himalayense Gravely, 1931 (Índia)
- Cheiracanthium hoggi Lessert, 1921 (Etiòpia, Est, Àfrica Meridional)
- Cheiracanthium hottentottum Strand, 1907 (Sud-àfrica)
- Cheiracanthium hypocyrtum Zhang & Zhu, 1993 (Xina)
- Cheiracanthium ienisteai Sterghiu, 1985 (Romania)
- Cheiracanthium imbelle Caporiacco, 1947 (Àfrica Oriental)
- Cheiracanthium impressum Thorell, 1881 (Queensland)
- Cheiracanthium incertum O. P.-Cambridge, 1869 (Sri Lanka)
- Cheiracanthium inclusum (Hentz, 1847) (Amèrica, Àfrica, Réunion)
- Cheiracanthium incomptum (Thorell, 1891) (Illes Nicobar)
- Cheiracanthium indicum O. P.-Cambridge, 1874 (Índia, Sri Lanka)
- Cheiracanthium inornatum O. P.-Cambridge, 1874 (Índia)
- Cheiracanthium insigne O. P.-Cambridge, 1874 (Índia, Sri Lanka, Xina)
- Cheiracanthium insulanum (Thorell, 1878) (Myanmar fins a Moluques, Filipines)
- Cheiracanthium insulare L. Koch, 1866 (Samoa)
- Cheiracanthium insulare (Vinson, 1863) (Madagascar, Réunion)
- Cheiracanthium isiacum O. P.-Cambridge, 1874 (Líbia, Egipte)
- Cheiracanthium itakeum Barrion & Litsinger, 1995 (Filipines)
- Cheiracanthium jabalpurense Majumder & Tikader, 1991 (Índia)
- Cheiracanthium japonicum Bösenberg & Strand, 1906 (Xina, Corea, Japó)
- Cheiracanthium joculare Simon, 1910 (Príncipe, Namíbia)
- Cheiracanthium jovium Denis, 1947 (Egipte)
- Cheiracanthium kashmirense Majumder & Tikader, 1991 (Índia)
- Cheiracanthium kibonotense Lessert, 1921 (Àfrica Oriental)
- Cheiracanthium kiwunum Strand, 1916 (Central Àfrica)
- Cheiracanthium klabati Merian, 1911 (Sulawesi)
- Cheiracanthium kompiricola Dönitz & Strand, 1906 (Japó)
- Cheiracanthium lanceolatum Chrysanthus, 1967 (Nova Guinea)
- Cheiracanthium lascivum Karsch, 1879 (Rússia, Xina, Corea, Japó)
- Cheiracanthium lawrencei Roewer, 1951 (Àfrica Meridional)
- Cheiracanthium leucophaeum Simon, 1897 (Madagascar)
- Cheiracanthium ligawsolanum Barrion & Litsinger, 1995 (Filipines)
- Cheiracanthium liplikeum Barrion & Litsinger, 1995 (Filipines)
- Cheiracanthium liuyangense Xie i cols., 1996 (Xina)
- Cheiracanthium lompobattangi Merian, 1911 (Sulawesi)
- Cheiracanthium longimanum L. Koch, 1873 (Queensland, Tonga, Fiji, Noves Hèbrides, Nova Caledònia)
- Cheiracanthium longipes (Thorell, 1890) (Sumatra)
- Cheiracanthium longtailen Xu, 1993 (Xina)
- Cheiracanthium ludovici Lessert, 1921 (Àfrica Oriental)
- Cheiracanthium macedonicum Drensky, 1921 (Bulgària, Macedònia)
- Cheiracanthium mangiferae Workman, 1896 (Singapur, Sumatra)
- Cheiracanthium margaritae Sterghiu, 1985 (Romania)
- Cheiracanthium marplesi Chrysanthus, 1967 (Nova Guinea)
- Cheiracanthium mauense Caporiacco, 1949 (Kenya)
- Cheiracanthium melanostomellum Roewer, 1951 (Àfrica Occidental, Namíbia)
  - Cheiracanthium melanostomellum caboverdense Schmidt & Piepho, 1994 (Illes Cap Verd)
- Cheiracanthium melanostomum (Thorell, 1895) (Índia, Bangladesh, Myanmar)
- Cheiracanthium mellitum Simon, 1910 (Guinea-Bissau)
- Cheiracanthium mertoni Strand, 1911 (Illes Aru)
- Cheiracanthium micheli Simon, 1901 (Etiòpia)
- Cheiracanthium mildei L. Koch, 1864 (Holàrtic, Argentina)
- Cheiracanthium minahassae Merian, 1911 (Sulawesi)
- Cheiracanthium mohasicum Strand, 1916 (Àfrica Oriental)
- Cheiracanthium molle L. Koch, 1875 (Etiòpia)
- Cheiracanthium mondrainense Main, 1954 (Oest d'Austràlia)
- Cheiracanthium mongolicum Schenkel, 1963 (Mongòlia)
- Cheiracanthium montanum L. Koch, 1877 (Paleàrtic)
- Cheiracanthium mordax L. Koch, 1866 (Austràlia fins a Samoa, Noves Hèbrides, Illes Solomon)
- Cheiracanthium murinum (Thorell, 1895) (Myanmar)
- Cheiracanthium mysorense Majumder & Tikader, 1991 (Índia, Bangladesh)
- Cheiracanthium nairobii Caporiacco, 1949 (Kenya)
- Cheiracanthium nalsaroverense Patel & Patel, 1973 (Índia)
- Cheiracanthium natalense Lessert, 1923 (Sud-àfrica)
- Cheiracanthium nervosum Simon, 1909 (Oest d'Austràlia)
- Cheiracanthium ningmingense Zhang & Yin, 1999 (Xina)
- Cheiracanthium occidentale L. Koch, 1882 (Illes Balears)
- Cheiracanthium olliforme Zhang & Zhu, 1993 (Xina)
- Cheiracanthium oncognathum Thorell, 1871 (Europa, Rússia)
- Cheiracanthium pallicolor Strand, 1906 (Etiòpia, Àfrica Oriental)
- Cheiracanthium pallidum Rainbow, 1920 (Illa Lord Howe)
- Cheiracanthium pauciaculeis Strand, 1906 (Etiòpia)
- Cheiracanthium pauriense Majumder & Tikader, 1991 (Índia)
- Cheiracanthium pelasgicum (C. L. Koch, 1837) (Paleàrtic)
- Cheiracanthium pennatum Simon, 1878 (Europa)
- Cheiracanthium pennuliferum Simon, 1909 (Oest d'Austràlia)
- Cheiracanthium pennyi O. P.-Cambridge, 1873 (Paleàrtic)
- Cheiracanthium peregrinum Thorell, 1899 (Camerun)
- Cheiracanthium perincertum Caporiacco, 1940 (Etiòpia)
- Cheiracanthium pichoni Schenkel, 1963 (Xina)
- Cheiracanthium poonaense Majumder & Tikader, 1991 (Índia)
- Cheiracanthium potanini Schenkel, 1963 (Xina)
- Cheiracanthium proximum Kulczyn'ski, 1901 (Etiòpia)
- Cheiracanthium punctipedellum Caporiacco, 1949 (Kenya)
- Cheiracanthium punctorium (Villers, 1789) (Europa fins a l'Àsia central)
- Cheiracanthium punjabense Sadana & Bajaj, 1980 (Índia)
- Cheiracanthium rehobothense Strand, 1915 (Israel)
- Cheiracanthium reimoseri Caporiacco, 1940 (Etiòpia)
- Cheiracanthium rupestre Herman, 1879 (Europa Oriental)
- Cheiracanthium rupicola (Thorell, 1897) (Myanmar, Indonèsia)
- Cheiracanthium sakoemicum Roewer, 1938 (Nova Guinea)
- Cheiracanthium salsicola Simon, 1932 (França)
- Cheiracanthium sambii Patel & Reddy, 1991 (Índia)
- Cheiracanthium sansibaricum Strand, 1907 (Zanzíbar)
- Cheiracanthium saraswatii Tikader, 1962 (Índia)
- Cheiracanthium schenkeli Caporiacco, 1949 (Kenya)
- Cheiracanthium seidlitzi L. Koch, 1864 (Mediterrani fins a l'Àsia central)
- Cheiracanthium seshii Patel & Reddy, 1991 (Índia)
- Cheiracanthium sikkimense Majumder & Tikader, 1991 (Índia, Bangladesh)
- Cheiracanthium silaceum Rainbow, 1897 (Nova Gal·les del Sud)
- Cheiracanthium simaoense Zhang & Yin, 1999 (Xina)
- Cheiracanthium simplex Thorell, 1899 (Camerun)
- Cheiracanthium siwi El-Hennawy, 2001 (Egipte)
- Cheiracanthium socotrense Pocock, 1903 (Socotra)
- Cheiracanthium solidum Zhang, Zhu & Hu, 1993 (Xina)
- Cheiracanthium somalinum Pavesi, 1895 (Somàlia)
- Cheiracanthium soputani Merian, 1911 (Sulawesi)
- Cheiracanthium spectabile (Thorell, 1887) (Myanmar)
- Cheiracanthium sphaericum Zhang, Zhu & Hu, 1993 (Xina)
- Cheiracanthium strasseni Strand, 1915 (Israel)
  - Cheiracanthium strasseni aharonii Strand, 1915 (Israel)
- Cheiracanthium stratioticum L. Koch, 1873 (Nova Zelanda, Tasmània)
- Cheiracanthium streblowi L. Koch, 1879 (Rússia)
- Cheiracanthium striolatum Simon, 1878 (Mediterrani Occidental)
- Cheiracanthium submordax Zhang, Zhu & Hu, 1993 (Xina)
- Cheiracanthium subIemenense Caporiacco, 1947 (Etiòpia)
- Cheiracanthium taegense Paik, 1990 (Xina, Corea)
- Cheiracanthium tagorei Biswas & Raychaudhuri, 2003 (Bangladesh)
- Cheiracanthium tanmoyi Biswas & Roy, 2005 (Índia)
- Cheiracanthium taprobanense Strand, 1907 (Sri Lanka)
- Cheiracanthium tenue L. Koch, 1873 (Queensland)
- Cheiracanthium tenuipes Roewer, 1961 (Senegal)
- Cheiracanthium tetragnathoide Caporiacco, 1949 (Kenya)
- Cheiracanthium torricellianum Strand, 1911 (Nova Guinea)
- Cheiracanthium triviale (Thorell, 1895) (Índia, Myanmar)
- Cheiracanthium trivittatum Simon, 1906 (Índia)
- Cheiracanthium turanicum Kroneberg, 1875 (Uzbekistan, Tajikistan)
- Cheiracanthium turiae Strand, 1917 (Tailàndia fins a Queensland)
- Cheiracanthium uncinatum Paik, 1985 (Xina, Corea)
- Cheiracanthium unicum Bösenberg & Strand, 1906 (Xina, Corea, Japó)
- Cheiracanthium vansoni Lawrence, 1936 (Àfrica Meridional)
- Cheiracanthium verneti Lessert, 1929 (Congo)
- Cheiracanthium virescens (Sundevall, 1833) (Paleàrtic)
- Cheiracanthium vorax O. P.-Cambridge, 1874 (Índia)
- Cheiracanthium wiehlei Chrysanthus, 1967 (Nova Guinea)
- Cheiracanthium Iemenense Simon, 1882 (Iemen, Somàlia)
- Cheiracanthium zebrinum Savelyeva, 1972 (Rússia, Kazakhstan)
- Cheiracanthium zhejiangense Hu & Song, 1982 (Xina, Corea)

### Cheiramiona
Lotz & Dippenaar-Schoeman, 1999
- Cheiramiona akermani (Lawrence, 1942) (Sud-àfrica)
- Cheiramiona amarifontis Lotz, 2003 (Sud-àfrica)
- Cheiramiona ansiae Lotz, 2003 (Sud-àfrica)
- Cheiramiona brandbergensis Lotz, 2005 (Namíbia)
- Cheiramiona clavigera (Simon, 1897) (Sud-àfrica)
- Cheiramiona collinita (Lawrence, 1938) (Sud-àfrica)
- Cheiramiona dubia (O. P.-Cambridge, 1874) (Egipte)
- Cheiramiona ferrumfontis Lotz, 2003 (Sud-àfrica)
- Cheiramiona filipes (Simon, 1898) (Zimbabwe, Sud-àfrica)
- Cheiramiona florisbadensis Lotz, 2003 (Sud-àfrica)
- Cheiramiona fontanus Lotz, 2003 (Sud-àfrica)
- Cheiramiona hewitti (Lessert, 1921) (Tanzània)
- Cheiramiona jocquei Lotz, 2003 (Malawi)
- Cheiramiona kalongensis Lotz, 2003 (Congo)
- Cheiramiona kentaniensis Lotz, 2003 (Sud-àfrica)
- Cheiramiona krugerensis Lotz, 2003 (Sud-àfrica)
- Cheiramiona lajuma Lotz, 2003 (Sud-àfrica)
- Cheiramiona langi Lotz, 2003 (Zimbabwe, Sud-àfrica)
- Cheiramiona lejeuni Lotz, 2003 (Congo, Malawi)
- Cheiramiona mlawula Lotz, 2003 (Swaziland, Sud-àfrica)
- Cheiramiona muvalensis Lotz, 2003 (Congo)
- Cheiramiona paradisus Lotz, 2003 (Zimbabwe, Sud-àfrica)
- Cheiramiona regis Lotz, 2003 (Sud-àfrica)
- Cheiramiona ruwenzoricola (Strand, 1916) (Congo)
- Cheiramiona silvicola (Lawrence, 1938) (Sud-àfrica)
- Cheiramiona simplicitarsis (Simon, 1910) (Sud-àfrica)
- Cheiramiona stellenboschiensis Lotz, 2003 (Sud-àfrica)

### Diaprograpta
Simon, 1909
- Diaprograpta striola Simon, 1909 (Oest d'Austràlia)

### Ericaella
Bonaldo, 1994
- Ericaella florezi Bonaldo, Brescovit & Rheims, 2005 (Colòmbia)
- Ericaella kaxinawa Bonaldo, 1997 (Brasil)
- Ericaella longipes (Chickering, 1937) (Panamà)
- Ericaella samiria Bonaldo, 1994 (Perú, Brasil)

### Eutichurus
Simon, 1897
- Eutichurus abiseo Bonaldo, 1994 (Perú)
- Eutichurus arnoi Bonaldo, 1994 (Colòmbia)
- Eutichurus brescoviti Bonaldo, 1994 (Colòmbia)
- Eutichurus chingliputensis Majumder & Tikader, 1991 (Índia)
- Eutichurus cuzco Bonaldo, 1994 (Perú)
- Eutichurus ferox Simon, 1897 (Ecuador)
- Eutichurus furcifer Kraus, 1955 (El Salvador, Costa Rica)
- Eutichurus ibiuna Bonaldo, 1994 (Brasil)
- Eutichurus itamaraju Bonaldo, 1994 (Brasil)
- Eutichurus keyserlingi Simon, 1897 (Colòmbia)
- Eutichurus lizeri Mello-Leitão, 1938 (Bolívia, Argentina)
- Eutichurus luridus Simon, 1897 (Perú, Brasil, Bolívia)
- Eutichurus madre Bonaldo, 1994 (Perú)
- Eutichurus manu Bonaldo, 1994 (Perú)
- Eutichurus marquesae Bonaldo, 1994 (Colòmbia)
- Eutichurus pallatanga Bonaldo, 1994 (Ecuador)
- Eutichurus putus O. P.-Cambridge, 1898 (Panamà, Colòmbia, Ecuador, Brasil)
- Eutichurus ravidus Simon, 1897 (Brasil, Paraguai, Argentina)
- Eutichurus saylapampa Bonaldo, 1994 (Perú)
- Eutichurus sigillatus Chickering, 1937 (Panamà)
- Eutichurus silvae Bonaldo, 1994 (Ecuador, Perú)
- Eutichurus tezpurensis Biswas, 1991 (Índia)
- Eutichurus tropicus (L. Koch, 1866) (Colòmbia)
- Eutichurus valderramai Bonaldo, 1994 (Colòmbia)
- Eutichurus yalen Bonaldo, 1994 (Perú)
- Eutichurus zarate Bonaldo, 1994 (Perú)

### Helebiona
Benoit, 1977
- Helebiona wilma Benoit, 1977 (Santa Helena)

### Macerio
Simon, 1897
- Macerio chabon Ramírez, 1997 (Xile)
- Macerio conguillio Ramírez, 1997 (Xile, Argentina)
- Macerio flavus (Nicolet, 1849) (Xile, Argentina)
- Macerio lanin Bonaldo & Brescovit, 1997 (Xile, Argentina)
- Macerio nicoleti (Mello-Leitão, 1951) (Xile)
- Macerio nublio Bonaldo & Brescovit, 1997 (Xile)
- Macerio pichono Bonaldo & Brescovit, 1997 (Xile)
- Macerio pucalan Ramírez, 1997 (Xile)

### Mituliodon
Raven & Stumkat, 2003
- Mituliodon tarantulinus (L. Koch, 1873) (Timor, Austràlia)

### Miturga
Thorell, 1870
- Miturga agelenina Simon, 1909 (Oest d'Austràlia, Victòria, Tasmània)
- Miturga albopunctata Hickman, 1930 (Tasmània)
- Miturga annulipes (Lucas, 1844) (Austràlia)
- Miturga catograpta Simon, 1909 (Oest d'Austràlia)
- Miturga fagei Kolosváry, 1934 (Nova Guinea)
- Miturga ferina Simon, 1909 (Oest d'Austràlia)
- Miturga gilva L. Koch, 1872 (Austràlia)
- Miturga impedita Simon, 1909 (Oest d'Austràlia)
- Miturga lineata Thorell, 1870 (Austràlia)
- Miturga necator (Walckenaer, 1837) (Tasmània)
- Miturga occidentalis Simon, 1909 (Oest d'Austràlia)
- Miturga parva Hogg, 1914 (Oest d'Austràlia)
- Miturga severa Simon, 1909 (Oest d'Austràlia)
- Miturga splendens Hickman, 1930 (Tasmània)
- Miturga thorelli Simon, 1909 (Oest d'Austràlia)
- Miturga whistleri Simon, 1909 (Oest d'Austràlia)

### Pacificana
Hogg, 1904
- Pacificana cockayni Hogg, 1904 (Nova Zelanda)

### Palicanus
Thorell, 1897
- Palicanus caudatus Thorell, 1897 (Myanmar, Xina, Indonèsia, Seychelles)

### Parapostenus
Lessert, 1923
- Parapostenus hewitti Lessert, 1923 (Sud-àfrica)

### Prochora
Simon, 1886
- Prochora lycosiformis (O. P.-Cambridge, 1872) (Sicília, Israel)

### Radulphius
Keyserling, 1891
- Radulphius barueri Bonaldo & Buckup, 1995 (Brasil)
- Radulphius bicolor Keyserling, 1891 (Brasil)
- Radulphius bidentatus Bonaldo & Buckup, 1995 (Brasil)
- Radulphius boraceia Bonaldo & Buckup, 1995 (Brasil)
- Radulphius caldas Bonaldo & Buckup, 1995 (Brasil)
- Radulphius camacan Bonaldo, 1994 (Brasil)
- Radulphius cambara Bonaldo & Buckup, 1995 (Brasil)
- Radulphius caparao Bonaldo & Buckup, 1995 (Brasil)
- Radulphius lane Bonaldo & Buckup, 1995 (Brasil)
- Radulphius laticeps Keyserling, 1891 (Brasil)
- Radulphius latus Bonaldo & Buckup, 1995 (Brasil)
- Radulphius monticola (Roewer, 1951) (Brasil)
- Radulphius petropolis Bonaldo & Buckup, 1995 (Brasil)
- Radulphius pintodarochai Bonaldo & Buckup, 1995 (Brasil)
- Radulphius singularis Bonaldo & Buckup, 1995 (Brasil)
- Radulphius strandi Caporiacco, 1947 (Guyana)

### Strotarchus
Simon, 1888
- Strotarchus alboater Dyal, 1935 (Pakistan)
- Strotarchus minor Banks, 1909 (Costa Rica)
- Strotarchus nebulosus Simon, 1888 (Mèxic)
- Strotarchus piscatorius (Hentz, 1847) (EUA)
- Strotarchus planeticus Edwards, 1958 (EUA)
- Strotarchus praedator (O. P.-Cambridge, 1898) (Mèxic)
- Strotarchus tropicus (Mello-Leitão, 1917) (Brasil)
- Strotarchus violaceus F. O. P.-Cambridge, 1899 (Mèxic)
- Strotarchus vittatus Dyal, 1935 (Pakistan)

### Summacanthium
Deeleman-Reinhold, 2001
- Summacanthium androgynum Deeleman-Reinhold, 2001 (Sulawesi)
- Summacanthium storki Deeleman-Reinhold, 2001 (Sulawesi)

### Syrisca
Simon, 1886
- Syrisca albopilosa Mello-Leitão, 1941 (Colòmbia)
- Syrisca arabs Simon, 1906 (Egipte, Sudan)
- Syrisca drassiformis Strand, 1906 (Etiòpia)
- Syrisca longicaudata Lessert, 1929 (Congo)
- Syrisca mamillata Caporiacco, 1941 (Etiòpia)
- Syrisca patagonica (Boeris, 1889) (Argentina)
- Syrisca pictilis Simon, 1886 (Senegal)
- Syrisca russula Simon, 1886 (Etiòpia)
- Syrisca senegalensis (Walckenaer, 1842) (Senegal)

### Syspira
Simon, 1895
- Syspira analytica Chamberlin, 1924 (EUA, Mèxic)
- Syspira eclectica Chamberlin, 1924 (EUA, Mèxic)
- Syspira longipes Simon, 1895 (Mèxic)
- Syspira pallida Banks, 1904 (EUA)
- Syspira synthetica Chamberlin, 1924 (Mèxic)
- Syspira tigrina Simon, 1895 (EUA, Mèxic)

### Systaria
Simon, 1897
- Systaria barkudensis (Gravely, 1931) (Índia)
- Systaria bohorokensis Deeleman-Reinhold, 2001 (Sumatra)
- Systaria cervina (Simon, 1897) (Filipines)
- Systaria dentata Deeleman-Reinhold, 2001 (Sumatra)
- Systaria drassiformis Simon, 1897 (Java)
- Systaria elberti (Strand, 1913) (Lombok)
- Systaria gedensis Simon, 1897 (Java)
- Systaria insulana (Rainbow, 1902) (Noves Hèbrides)
- Systaria leoi (Barrion & Litsinger, 1995) (Filipines)

### Tamin
Deeleman-Reinhold, 2001
- Tamin pseudodrassus Deeleman-Reinhold, 2001 (Borneo, Sulawesi)
- Tamin simoni Deeleman-Reinhold, 2001 (Borneo)

### Tecution
Benoit, 1977
- Tecution helenicola Benoit, 1977 (Santa Helena)
- Tecution mellissi (O. P.-Cambridge, 1873) (Santa Helena)
- Tecution planum (O. P.-Cambridge, 1873) (Santa Helena)

### Teminius
Keyserling, 1887
- Teminius affinis Banks, 1897 (EUA, Mèxic)
- Teminius agalenoides (Badcock, 1932) (Paraguai, Argentina)
- Teminius conjuncta Banks, 1914 (Costa Rica)
- Teminius hirsutus (Petrunkevitch, 1925) (Mèxic fins a Veneçuela, Índies Occidentals)
- Teminius insularis (Lucas, 1857) (EUA, Grans Antilles fins a Argentina)
- Teminius monticola (Bryant, 1948) (Hispaniola)

### Xantharia
Deeleman-Reinhold, 2001
- Xantharia floreni Deeleman-Reinhold, 2001 (Borneo)
- Xantharia murphyi Deeleman-Reinhold, 2001 (Sumatra)

### Zealoctenus
Forster & Wilton, 1973
- Zealoctenus cardronaensis Forster & Wilton, 1973 (Nova Zelanda)